# Chapelle Tre Re d'Ivrée
La chapelle Tre Re d'Ivrée est une église catholique située à Ivrée, au Piémont en Italie.

## Localisation
La chapelle se dresse au sommet de la colline du sanctuaire de Monte Stella, à partir duquel elle est accessible par un court sentier pavé, dans la commune d'Ivrée.

## Historique
La construction de l'église remonte au 1220, lorsque la communauté d’Ivrée l'érige après le passage de François d’Assise, qui en avait conseillé la fondation.

## Architecture
Le bâtiment, d’une architecture romane extrêmement sobre, se distingue par son abside semi-cylindrique.

## Mobilier
La chapelle abritait autrefois sur le maître-autel un précieux groupe sculptural de la fin du xve siècle représentant l’Adoration des mages, aujourd’hui conservé au musée civique Pier Alessandro Garda. Sur les murs intérieurs, des travaux de restauration ont révélé des fresques de la Renaissance qui ornaient l’autel latéral situé sur le mur gauche de la nef. Il s’agit d’un triptyque représentant la Vierge avec l’Enfant Jésus et saint Joseph entourés des saints Roch et Sébastien, attribué à l’école spanzottienne et daté de la fin du xve siècle.

## Galerie d'images

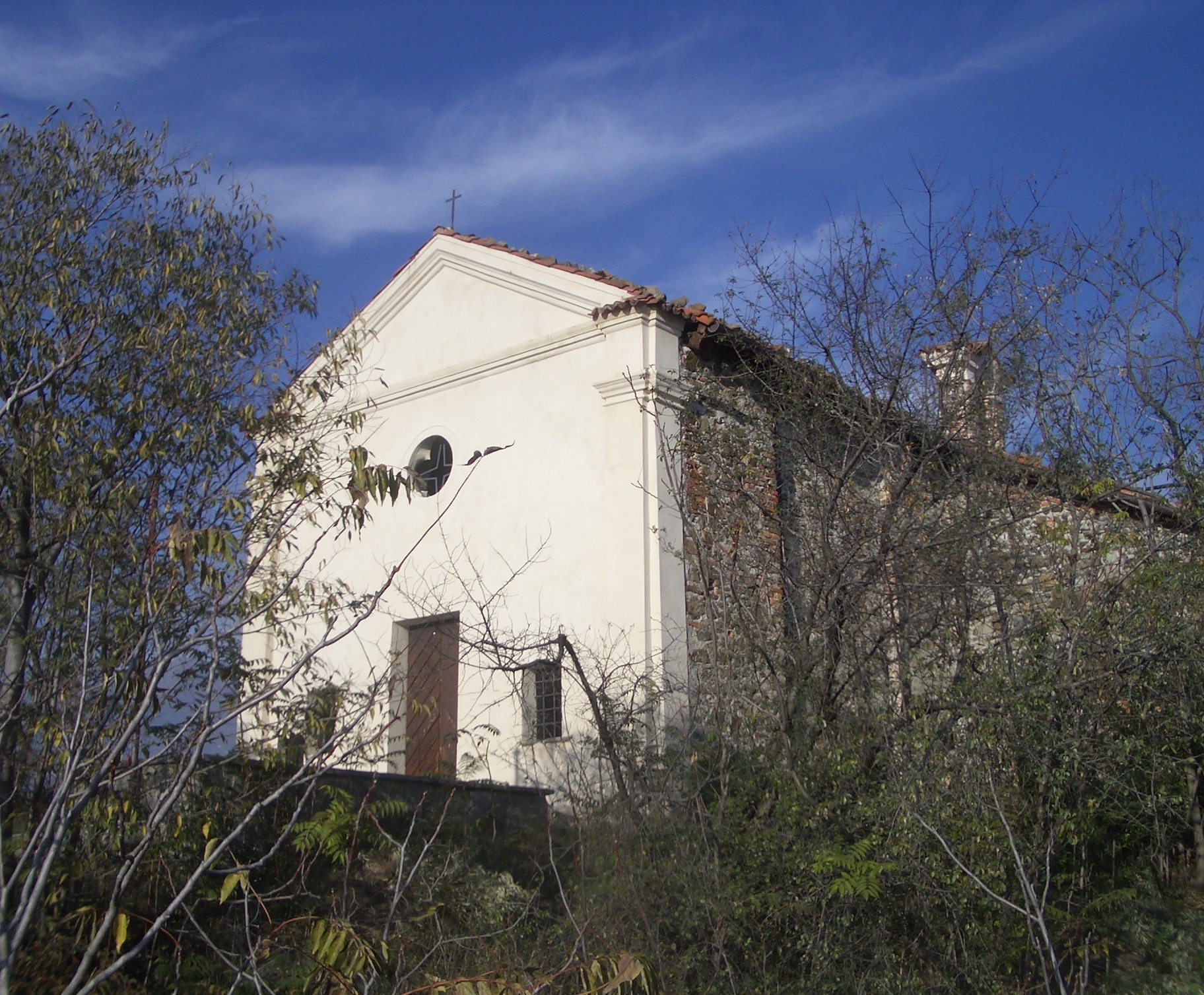
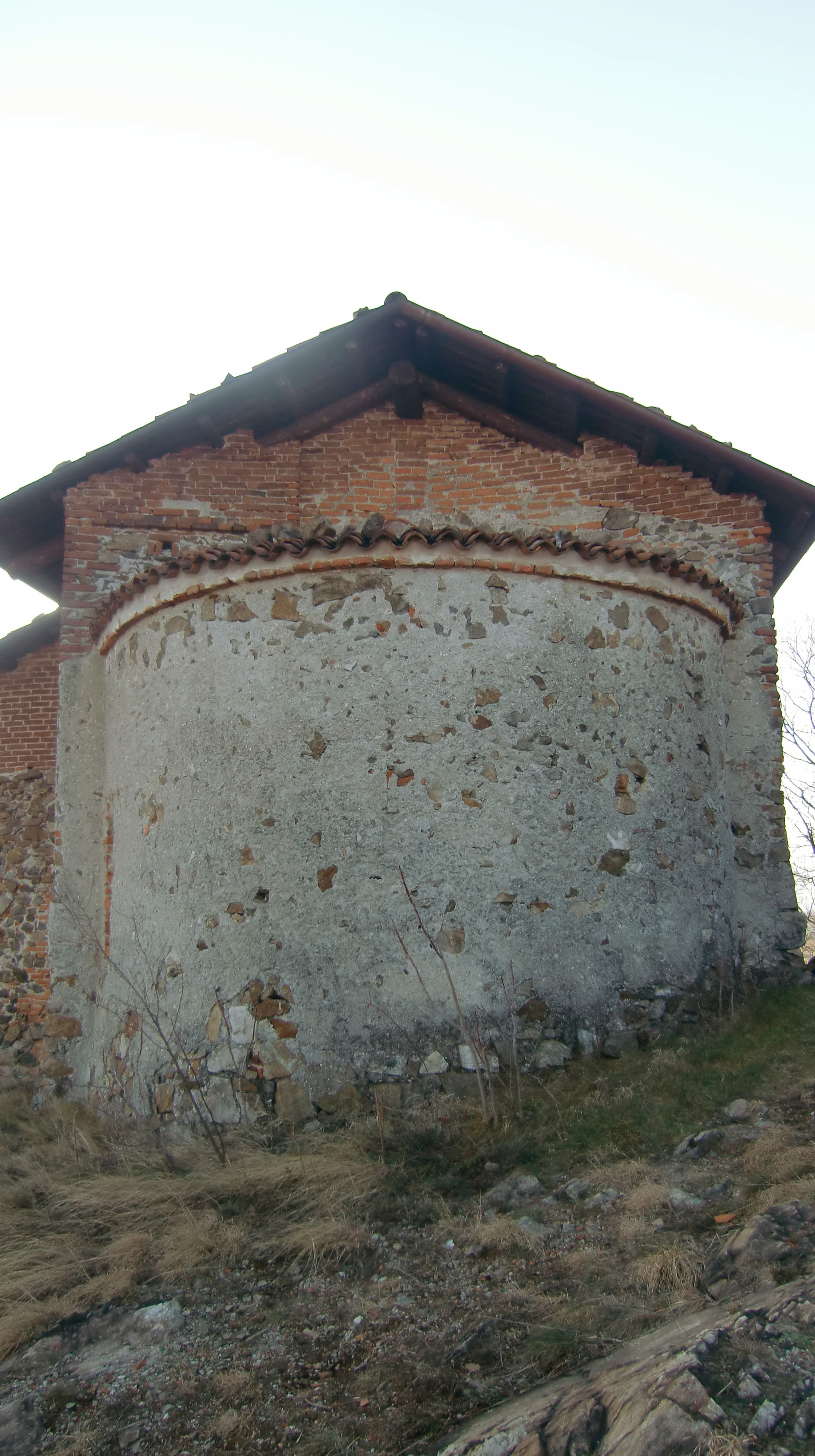
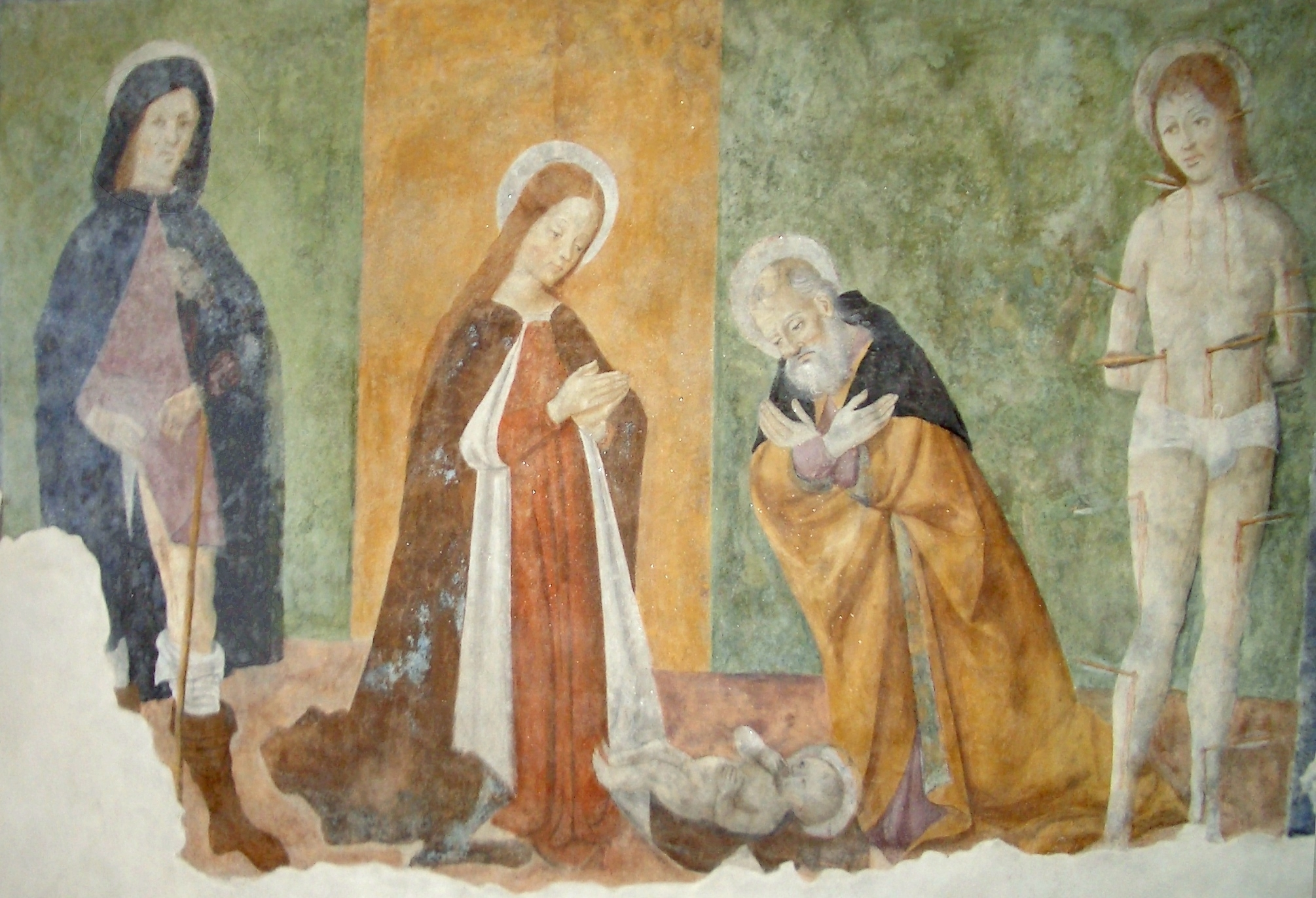